# Thomas Kron
Thomas Kron (* 2. Januar 1970 in Meerbusch (Lank-Latum)) ist ein deutscher Soziologe und Hochschullehrer.

## Werdegang
Kron studierte von 1992 bis 1997 Soziologie, Politologie und Medienwissenschaften an der Heinrich-Heine-Universität Düsseldorf und arbeitete gleichzeitig als Studentische Hilfskraft beim Verein Deutscher Ingenieure, Abteilung Zukünftige Technologien.
Nach dem Magisterexamen war er Wissenschaftliche Hilfskraft und später Wissenschaftlicher Mitarbeiter an der Fernuniversität Hagen und an der Heinrich-Heine-Universität Düsseldorf. Kron promovierte 2000 an der Otto-Friedrich-Universität Bamberg und habilitierte 2005 an der Fernuniversität Hagen, wo er die Venia Legendi für das Fach Soziologie erwarb.
2006/07 war er Heisenberg-Stipendiat der Deutschen Forschungsgemeinschaft (DFG) und war in dieser Zeit auch Gastwissenschaftler an der University of Oxford. 2006 übernahm er eine Vertretungsprofessur an der RWTH Aachen; dort lehrt er seit 2007 als ordentlicher Professor für Soziologie.
Neben Forschungen zur allgemeinen Soziologie (auch zu Zygmunt Bauman oder zur These der Individualisierung) nutzt Thomas Kron die Fuzzy-Logik zur Modellierung soziologischer Theorien.
Zum einen hat er in seiner Habilitationsschrift ein integrales handlungstheoretisches Modell mit Hilfe der Fuzzy-Logik vorgestellt. Kron arbeitet weiterhin an der Fuzzy-logischen Modellierung der Systemtheorie von Niklas Luhmann. Er geht von der Annahme aus, dass sich die Komplexität sozialer Systeme per Fuzzy-Logik angemessener darstellen lässt als mit der zweiwertig konstruierten Systemtheorie. Mit Lars Winter arbeitet er insbesondere an der Erweiterung der Systemtheorie von Niklas Luhmann mit Hilfe des „Kosko-Würfels“. Außerdem hat er den transnationalen Terrorismus und andere zeitgenössische Phänomene mit Hilfe auch der Fuzzy-Logik erklärt, z. B. Unsicherheit, Hybridität, Gewalt und Kultur.

## Schriften (Auswahl)
- Soziologie verstehen. Eine problemorientierte Einführung. Kohlhammer (mit Christina Laut)
- Reflexiver Terrorismus. Weilerswist 2015.
- Zeitgenössische soziologische Theorien. Zentrale Beiträge aus Deutschland. Wiesbaden 2010.
- Individualisierung. Bielefeld 2009 (mit Martin Horácek).
- Der komplizierte Akteur. Vorschlag für einen integralen akteurtheoretischen Bezugsrahmen. Münster 2005.
- Moralische Individualität. Eine Kritik der postmodernen Ethik von Zygmunt Bauman und ihrer soziologischen Implikationen für eine soziale Ordnung durch Individualisierung. Wiesbaden 2001.
- Action – Structures – Dynamics. Introduction in Sociology. Altdorf UR 2004 (mit Uwe Schimank).

## Herausgeberschaften
- Soziale Hybridität – hybride Sozialität. Weilerswist 2015.
- Die Analytische Soziologie in der Diskussion. Wiesbaden 2010 (mit Thomas Grund).
- Analysen des transnationalen Terrorismus. Soziologische Perspektiven. Wiesbaden 2007 (mit Melanie Reddig).
- Zygmunt Baumann. Soziologie zwischen Postmoderne, Ethik und Gegenwartsdiagnosen. Wiesbaden 2007 (mit Matthias Junge).
- Die Gesellschaft der Literatur. Opladen, 2004 (mit Uwe Schimank).
- Luhmann modelliert. Sozionische Ansätze zur Simulation von Kommunikationssystemen. Wiesbaden 2002.
- Zygmunt Baumann. Soziologie zwischen Postmoderne und Ethik. Wiesbaden, 2002 (mit Matthias Junge).
- Individualisierung und soziologische Theorie. Wiesbaden 2000.